# Plagiothecium dehradunense
Plagiothecium dehradunense är en bladmossart som beskrevs av Jitinder Nath Vohra 1974 [1977. Plagiothecium dehradunense ingår i släktet sidenmossor, och familjen Plagiotheciaceae. Inga underarter finns listade i Catalogue of Life.